# Senit
Senhit Zadik Zadik conhecida como Senit (nascida a 1 de outubro de 1979) em Bolonha é uma cantora italiana de ascendência Eritreia. Ela representou São Marinho nos Festival Eurovisão da Canção de 2011 e 2021

## Biografia
Nascida e criada em Bolonha, Itália, filha de pais da Eritreia. Ele começou sua carreira no exterior.
Ela atuou em musicais como Fama, O Rei Leão e Hair na Áustria, Suíça e Alemanha.
Em 2002 regressou a Itália, chegou à fama em música italiana de lançarem o seu primeiro álbum homônimo em 2006 e o segundo Un tesoro è necessariamente nascosto, em 2007. Em 2009 ela publicou o seu terceiro álbum, "So high" totalmente em inglês, com três singles, Hard Work, No More e Party on the Dance Floor.

## Discografia

### Álbum
- 2006 - Senit
- 2007 - Un tesoro è necessariamente nascosto
- 2009 - So High

### Singles
- 2005 - La mia città è cambiata
- 2005 - La cosa giusta
- 2005 - In mio potere
- 2007 - La faccia che ho
- 2007 - Io non dormo
- 2009 - Work Hard
- 2009 - No More
- 2010 - Party on the Dance Floor
- 2010 - Everytime
- 2010 - Andiamo
- 2011 - Stand By
- 2011 - Through the Rain
- 2020- Freaky
- 2021 - Adrenalina

## Videoclip
- 2005 - La mia città è cambiata
- 2005 - La cosa giusta
- 2007 - La faccia che ho
- 2007 - Io non dormo
- 2009 - Work Hard
- 2009 - No More
- 2010 - Party on the Dance Floor
- 2011 - Stand By